# Primera y última vez
Primera y última vez es una canción interpretada por la cantante mexicana Alejandra Guzmán, lanzada por la discográfica Universal Music Latino el 5 de mayo de 2021 a plataformas digitales, acompañado de un vídeo musical lanzado a YouTube el mismo día de lanzamiento.

## Tracklist

### Descarga digital

#### Primera y última vez - Single[6]
- Primera y última vez - 3:00